# ادوارد گیبون

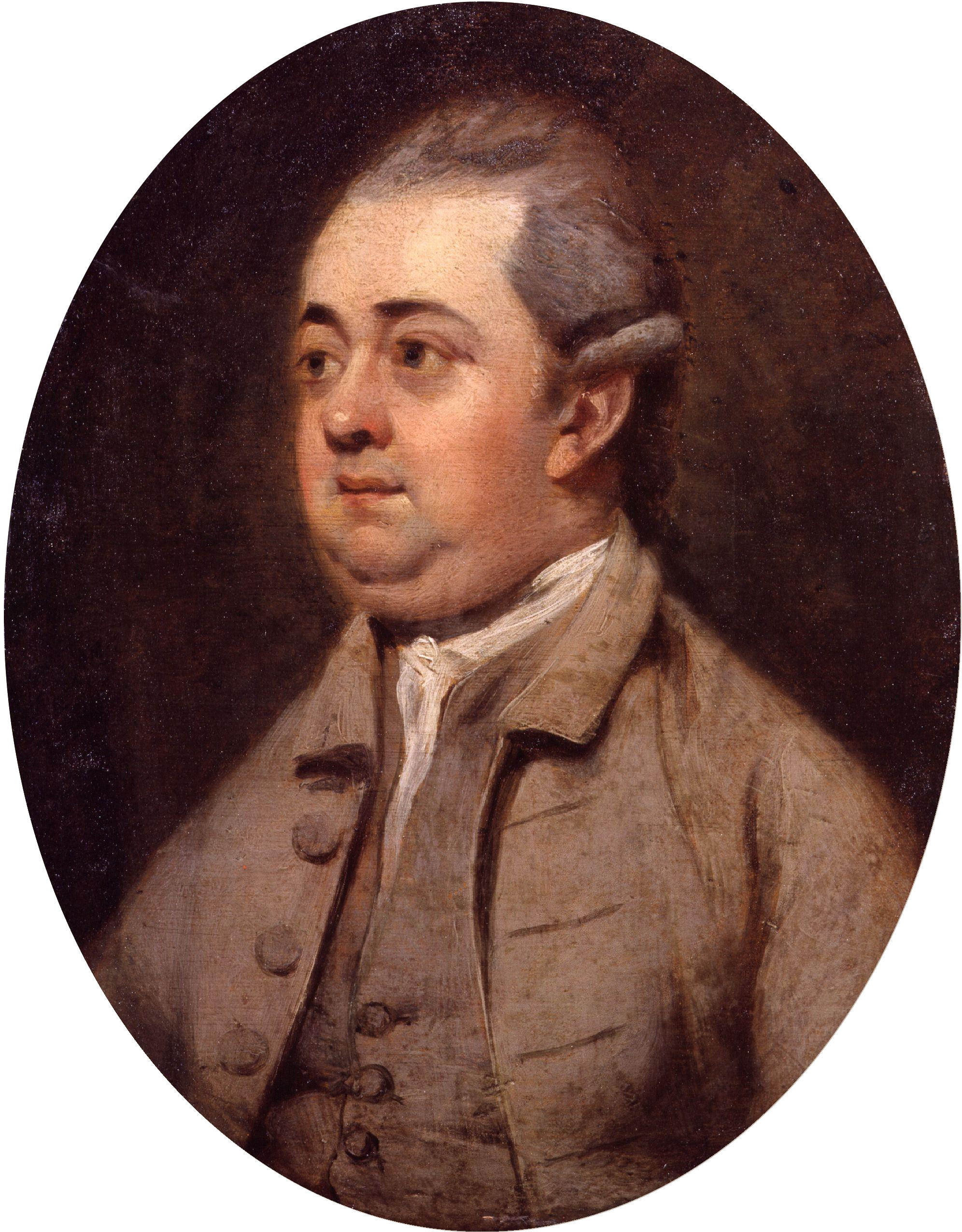
نقاشی از چهره ادوارد گیبون اثر هنری والتون، گالری ملی پرتره (لندن)

ادوارد گیبون (به انگلیسی: Edward Gibbon) (زادهٔ ۸ مه ۱۷۳۷ – درگذشته ۱۶ ژانویه ۱۷۹۴) تاریخ‌نگار انگلیسی و عضو پارلمان این کشور بود. بزرگترین اثر او کتاب انحطاط و سقوط امپراتوری روم است. این کتاب در شش جلد میان سال‌های ۱۷۷۶ تا ۱۷۸۸ به چاپ رسید. از این کتاب در جایگاه منبعی دست اول بهره برده می‌شود.
کتاب انحطاط و سقوط امپراتوری روم با ترجمه ابوالقاسم طاهری به زبان فارسی منتشر شده‌است (تهران، ۱۳۴۷). این کتاب بار دوم در سال ۱۳۷۰ توسط انتشارات و آموزش انقلاب اسلامی (بنگاه ترجمه و نشر کتاب سابق) تجدید چاپ شده‌است.

## آثار
انحطاط و سقوط امپراتوری روم، ترجمه ابوالقاسم طاهری، انتشارات فرانکلین، تهران، ۱۳۴۷.

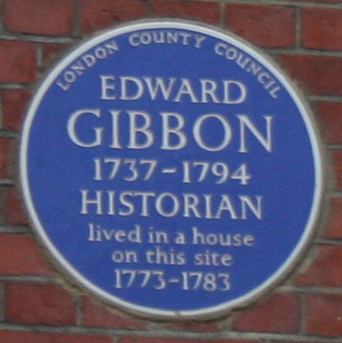
پلاک آبی خانهٔ گیبون در ماری‌لبون، لندن